# 郑贻矩
鄭貽矩（？—？），一名鄭中貽，鄭州滎陽人。
唐僖宗光啟四年（888年）戊申科狀元，主考官是尚書右丞柳玭。同榜還有崔塗等人。事蹟失考。